# Нэмуро (провинция)

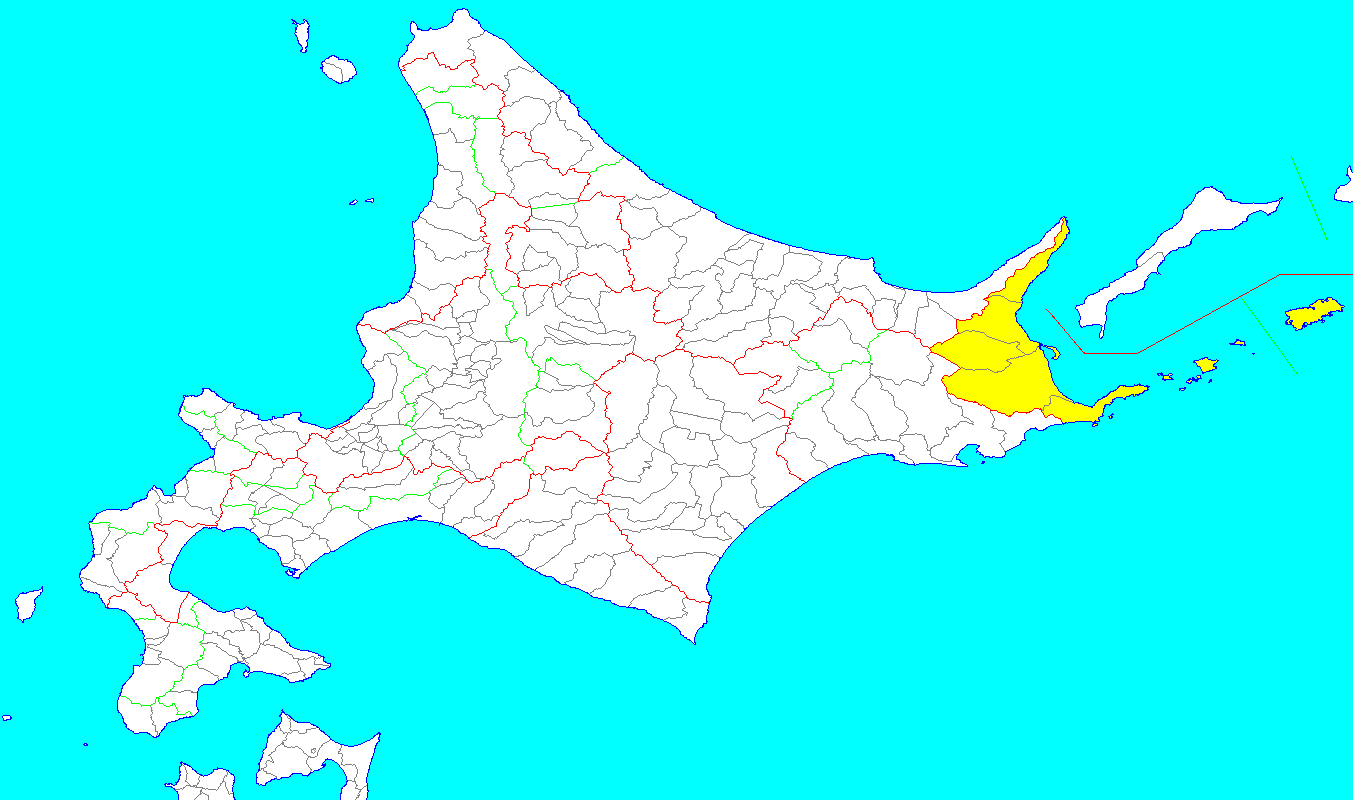
Провинция Нэмуро на карте Хоккайдо (выделена жёлтым).

Провинция Нэмуро (яп. 根室国 нэмуро но куни, «Страна Нэмуро») — историческая провинция Японии на острове Хоккайдо, существовавшая в 1869—1882 годах. Соответствует современной области Немуро префектуры Хоккайдо. В 1882—1886 годах входила в качестве области в состав одноимённой префектуры, включавшей в себя ряд соседних территорий, в т.ч. Курильские острова.

## Уезды провинции Нэмуро
- Мэнаси (яп. 目梨郡)
- Нэмуро (яп. 根室郡)
- Ноцукэ (яп. 野付郡)
- Сибэцу (яп. 標津郡)
- Ханасаки (яп. 花咲郡)